# Rasmus Rasmussen

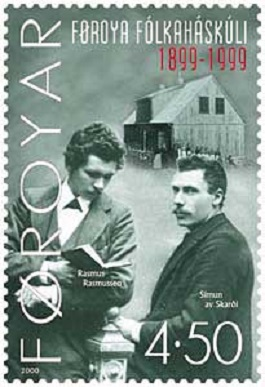
Rasmus Rasmussen (l.) und sein Freund Símun av Skarði (r.) auf einer Briefmarke von 2000.

Rasmus Rasmussen (* 13. August 1871 in Miðvágur, Färöer; † 5. Oktober 1962 in Tórshavn) war ein färöischer Pädagoge und Schriftsteller. Er ist auf den Färöern auch als Rasmus á Háskulanum („Rasmus auf der Volkshochschule“) bekannt und verwendete als Schriftsteller den Künstlernamen Regin í Líð.

## Leben
Rasmus Rasmussen war zusammen mit Símun av Skarði der Begründer der Volkshochschule der Färöer. Unter dem Pseudonym Regin í Líð schrieb er den ersten färöischen Roman und war überdies ein bedeutender Prosaschriftsteller.
Rasmus ist der Sohn von Ata Haraldsdatter und Johannes Rasmussen aus Miðvágur. 1892 bis 1894 war er auf der Volkshochschule in Vallekilde/Dänemark und 1896 bis 1898 in Askov, wo er av Skarði kennenlernte und beide den Beschluss fassten, eine färöische Volkshochschule zu gründen. Später besuchten sie gemeinsam die Pädagogische Hochschule in Kopenhagen (Statens Lærerhøjskole), wo sich Rasmussen auf Naturwissenschaften und Mathematik spezialisierte.
Zurück auf den Färöern, gründeten sie 1899 die Volkshochschule in Klaksvík. Rasmussen heiratete die Schwester seines Freundes, Anna Suffía av Skarði, die ebenfalls an der Volkshochschule arbeitete. Rasmussen lehrte hier bis 1947.
Von 1914 bis 1928 saß Rasmus Rasmussen als Politiker der Sjálvstýrisflokkurin im Løgting. Er löste damals Símun av Skarði ab, der seit der Parteigründung 1906 im Parlament saß. Von 1911 bis 1947 war Rasmussen auch Vorstandsmitglied des Føroya Fiskimannafelag (Fischerverband der Färöer).
Als Schriftsteller befasste er sich unter anderem mit der färöischen Botanik. Føroya Flora von 1936 ist das Hauptwerk dieser Arbeit. Sein Debüt 1909 war allerdings ein Roman (Babelstornið ‚Der Turm zu Babel‘) – gleichzeitig der erste Roman in färöischer Sprache. Als Übersetzer gab er die klassischen altnordischen Werke Völuspá und Hávamál auf Neufäröisch heraus, die ein Bestandteil der Älteren (Lieder-)Edda sind.

## Werke
- 1909: Bábelstornið (2. Ausgabe 1987)
- 1910: Plantulæra (Pflanzenlehre)
- 1912: Glámlýsi (Neuauflage: Emil Thomsen, Tórshavn 1987)
- 1922–1923: Völuspá (Übersetzung, 1945 erschienen)
- 1928: Høvdingar hittast (Schauspiel)
- 1936: Føroya Flora (2. Ausg. 1952)
- 1942: Tvær fornsøgur
- 1943: Tvær skaldsøgur
- 1945: Fornmálasagnir og fornmálaljóð
- 1945: Hávamál (Übersetzung)
- 1946: Gróðrarnýtsla fyrr
- 1949: Sær er siður á landi (Erinnerungen, 2. Ausg. 1985)
- 1950: Føroysk Plantunøvn (Färöische Pflanzennamen)
- 1951: Yvirlit yvir Føroya søgu (Übersicht über die Geschichte der Färöer)
- 1952: Gróður og gróðrarvánir
- 2001: Rakul – og aðrar søgur; ISBN 99918-0-283-5 / Google Books (auch als Hörbuch erhältlich)
- 2006: Eyðun. In: „Von Inseln weiß ich …“ Geschichten von den Färöern. Herausgegeben von Verena Stössinger und Anna Katharina Dömling; Unionsverlag, ISBN 3-293-00366-4